# アデン県
アデン県(アデンけん、アラビア語: عدن)はイエメンの県の一つ。イエメン南西部、アデン湾に面しており、行政府所在地はアデン。2004年人口は589,419人、面積は760平方キロメートル。かつてはアラビア半島部のみならずソコトラ島も県の一部であったが、2004年から2013年まで、島はハドラマウト県に移管されている。